# Beremeanî, Buceaci
Beremeanî (în ucraineană Берем'яни) este o comună în raionul Buceaci, regiunea Ternopil, Ucraina, formată numai din satul de reședință.

## Demografie
Componența lingvistică a comunei Beremeanî
     Ucraineană (99,73%)
     Alte limbi (0,14%)
Conform recensământului din 2001, majoritatea populației comunei Beremeanî era vorbitoare de ucraineană (99,73%), existând în minoritate și vorbitori de alte limbi.